# 強化人間
強化人間（きょうかにんげん）とは、サイエンス・フィクション作品において、人体が元々備えている成長プロセス以外の人工的な手段によって能力を強化され、限界を超えた能力を発揮する特殊な人間のことを指す。ブーステッドマン (Boosted Man) と呼ばれる場合もある。
「肉体を強化した」という意味でのキャラクターはサイボーグなどを含めて様々な作品に登場するが、本記事では主に精神面を改造強化した『ガンダムシリーズ』の強化人間についてのみ詳述する。
薬物投与・洗脳・マインドコントロールといったかなり非人道的なテーマの産物であり、強化人間の作成過程で多くの犠牲者を出したり、成功したとしても深刻な後遺症を発症したり、自身の死に対しても恐怖を感じなくなったり、能力誇示への渇望から戦闘において他人の命を軽視するようになるなど、問題として描かれることが多い。強化人間になるメリットとして元々の人体の能力を大幅に超えた能力を発揮できるようになる一方、デメリットとして人体への負荷が大き過ぎて深刻な後遺症を発症したり、特定の目的（主に戦闘での勝利）に合わせた改造によって普通に生活できなくなったりする。
現実にも強化人間に似た事例は存在しており、例えばスポーツの大会ではドーピングによる能力強化が発覚して問題になる場合がある。また、ドーピングも人体の限界を超えた能力を薬物などの手段で引き出す方法ゆえ、深刻な後遺症と隣り合わせの危険な行為である。

## ガンダムシリーズ

### 宇宙世紀における強化人間

#### 強化人間とは
宇宙世紀を世界観とするガンダム作品における強化人間 (Cyber-Newtype) とは、投薬や催眠療法などにより人の潜在能力からニュータイプと同じような感応能力を人工的に引き出し、またそれをモビルスーツの操縦能力に特化させ（サイコミュの項を参照）、身に着けた人間の事を指す。しかし、その本質は人間の生態改造にあるのではなく、精神強化にある。薬物を投与することで精神を弛緩させ、速度の感覚を遅くすることで実際の動きを遅く感じるように恐怖感を喪失させるのが基本である。初出はテレビシリーズ第2作『機動戦士Ζガンダム』（1985年）。
『機動戦士ガンダム』では、ニュータイプについて研究を行うフラナガン機関にて才能を強化したララァ・スン少尉が登場するが、彼女は強化人間ではなく通常のニュータイプである。また、後に元々あるニュータイプの素質を人工的に高める施術が確立されたが、これを受けたとされる者（プルツー、クェス・パラヤなど）も、本質的な意味での強化人間とは言えない。
強化人間たちは兵器としてかなり強引に産み出され、人間ではなく兵器として虐待に近い扱いを受けていた経緯もあり、その多くが情緒的に不安定で自制心を欠き、感情の赴くままに暴走して悲劇的な最期を遂げている（強化人間が横暴な上官に反抗する、あるいは暴走して指揮統率を乱すのは、Ζガンダムから逆襲のシャアにかけてのガンダムシリーズの定番展開だった）。

#### 強化人間の能力
強化人間は、ニュータイプのように独特の感応波（脳波、サイコウェーブ）を発することができる。この感応波により、離れていても他者やその状況を正確に認識する能力、遠く離れた場所にいる同じ能力を持った人間との意思疎通能力を発揮する。また、サイコミュ（サイコ・コミュニケーター）という装置を使い、感応波でビットやファンネルといった遠隔誘導攻撃端末を操作することもできる。
多くの強化人間は身体能力の底上げも同時に行われており、パイロットに掛かるG（加速度）などの問題で強化人間にしか扱えないギャプランなどの専用モビルスーツも存在する。強化人間は、瞬間的に300Gという衝撃を受けても戦闘を継続することができるという描写がある。白兵戦時に人間離れした腕力などで常人を圧倒するといった描写こそみられなかったが、『機動戦士ガンダムΖΖ』では強化人間となったキャラ・スーンが宇宙服であるパイロット用ノーマルスーツを腕力のみで引き裂いたり、モビルスーツの爆発に巻き込まれても肉体には目立った損壊がみられないといった、肉体的な強化をうかがわせるような描写も見られた。
被験者に対して薬物投与や強迫観念を植え付けるなどのマインドコントロールといった、人体にとっては過酷な過程が必要なこともあり、対象となった人間は精神的な障害や情緒不安定な状態を引き起こしてしまうことが多い。

#### 強化人間の製作経緯
ニュータイプと言われた人々はテレパシーや予知能力などの特異な才能を持つ。予知能力があり、敵の意思を読めることは機先を制するパイロットには有益な能力であるため、宇宙時代の軍事世界にあっては有能とされた。人類はそのインテリジェンスを、同族を加害することに躊躇なく投下する動物であるから、それが一部のニュータイプの採用に繋がり、ニュータイプ研究所の開設ともなった。本来は、自然淘汰が突然変異を待つにしても自然の理に準ずるのが種の変革だが、人類の特異な才能と意思は、ニュータイプを人工的に作ってしまうことに何の痛痒も抱かなかった。
一年戦争の終戦後、連邦軍にてジオン公国軍の施設や軍事資料が押収され、その中にニュータイプに関する資料が発見された。これをもとに連邦側が人工的に生み出されるニュータイプ、強化人間を作り上げることになる。

#### 強化人間の研究年表
機動戦士ガンダム
- U,C.0079 - 0080

一年戦争では連邦、ジオンともにニュータイプ研究の黎明期という事もあり、オフィシャル作品ではほぼ強化人間は登場していない。外伝漫画『NIGHT=HAWKS!』では、慰安部隊に偽装されたホワイトベース隊支援用の陽動部隊「第13独立電撃部隊ナイトホークス」が、薬物投与等によって強化された疑似ニュータイプの女性のみで編成されており、加えて本部隊がレビル将軍の思惑のもと編成された事が示唆されているなど、連邦軍で強化人間の研究と実験運用が行われていた事が描写されている。ただし前述通り、この作品自体はオフィシャルというわけではない。
機動戦士Ζガンダム
- U.C.0087 - 0088

グリプス戦役では、初めて強化人間が試験的に「実用化」され、フラナガン機関と同様にニュータイプの研究を行っていた地球連邦下の組織、ムラサメ研究所（日本）で強化を施されたフォウ・ムラサメ、オーガスタ研究所（アメリカ）で強化を施されたロザミア・バダム、バスク・オム率いる強化人間部隊のゲーツ・キャパなどが実戦投入された。宇宙世紀において初めての強化人間はゲーム『機動戦士ガンダム ギレンの野望』シリーズにて登場したプロト・ゼロ（ゼロ・ムラサメ）であるとされるが、これはあくまでもゲーム内における設定である。
機動戦士ガンダムΖΖ
- U.C.0088 - 0089

第一次ネオ・ジオン抗争時には、強化人間の研究は主にハマーン・カーンの率いるネオ・ジオンで継続されていて、初期の段階では普通の人間であったが後日強化人間として手術されたキャラ・スーンやマシュマー・セロが登場する。
強化前との人物像の変化が観察できるシーケンスが確認でき、キャラ・スーンは元々強化前の段階からモビルスーツ搭乗時に情緒が不安定になり時に戦闘の継続が困難となる性癖があったが、強化後はその傾向がほぼ克服されており、マシュマー・セロはファンネルなど大量のサイコミュ兵器を遠隔操作する能力や、巨大なモビルアーマーを単独で操縦する能力などに主眼が置かれていたそれまでの強化人間と異なり、一般的なモビルスーツの操縦能力が極端に高められるという、アムロ・レイなどの主人公側のニュータイプに類似した能力が持たせられていた。しかし、両名ともジュドー・アーシタたちとの過去の交流の記憶がマインドコントロールで消し去られ、キャラ・スーンは露出狂的な性癖、マシュマー・セロはハマーン・カーンへの過度の従属心が更に肥大化するという、他作品の強化人間における情緒不安定による悲劇とは別の意味での精神状態の悪化や悲哀が描写されていた。また、キャラ・スーンにはランスとニーのギーレン兄弟、マシュマー・セロにはイリア・パゾムという異性の護衛役兼監視役が配属されており、作中具体的な明言はないものの、強化の結果性的な面で何らかの問題を抱え込んだ可能性が示唆される描写が見られた。両名は共に作中終盤で戦死するが、情緒不安定で自滅するというよりは、最期を迎えるまで主君の命令通り眼前の敵を撃滅することに固執して相打ち同然に散っていくという結末が描かれていた。
また、ネオ・ジオンは10歳程度の少女の見た目をしたクローン・ニュータイプであるプルシリーズも開発している。
機動戦士ガンダム MSV-R ジョニー・ライデンの帰還
- U.C.0091

漫画『機動戦士ガンダム MSV-R ジョニー・ライデンの帰還』では、一年戦争当時のジオン公国による「兵員不足を補うため、一般人の能力を「底上げする」ための強化人間」の試験作として、ユーマ・ライトニング、イングリッド0が登場している。ただし前者のユーマは、一般的な意味の強化人間とは異なり、感応能力より身体能力の強化に重点を置いた強化が施されている。このため後の強化人間と比較して精神は安定しているが、肝心の能力面は通常のエースパイロットと大差がない。一方、イングリッド0はプルシリーズと同様に生まれながら強化されており、サイコミュ能力も発現している。
機動戦士ガンダム 逆襲のシャア
- U.C.0093

第二次ネオ・ジオン抗争では、シャア・アズナブルの率いるネオ・ジオンによって強化されたギュネイ・ガス(グラーブ・ガス)が登場する。彼は同軍の参謀カイザス・M・バイヤーからは当初情緒不安定を懸念されていたが、歳相応の血気盛んさにも近く、同軍の総帥であるシャア・アズナブルもそれを単なる若さ故と一蹴し、グリプス戦役期の強化人間と比較すれば精神的障害・情緒不安定さはあまり見られないように思われた。しかし、高いNT能力を持つ少女クェス・パラヤが現れてからは徐々に情緒不安定の様相を見せ始め、最終的に上司であるニュータイプ研究所所長ナナイ・ミゲルに反逆するような態度を見せた。ギュネイは、第一に心理的な刷り込み操作を、二義的な物として薬物による神経反射作用の促進を施され、サイコミュを操る能力はロンド・ベルの撃った核ミサイルを全基撃墜するなど高い水準を示した。しかし、肉体的にはネオ・ジオンの兵士たちとの喧嘩の際に殴り倒されるなど、そこまで強いわけではなかった。
機動戦士ガンダムUC One of Seventy Two
- U.C.0095

地球連邦軍とアナハイム・エレクトロニクス社が、ネオ・ジオン残党軍をターゲットにして行った合同演習では、フェネクスのパイロットとして強化人間のリタ・ベルナルが登場する。リタはNT能力の素養を見せたことから、過去にティターンズによる誘拐を経てニュータイプ研究所に送られ、マシーンと繋がるために記憶を消去する処置を受けていた。
機動戦士ガンダムUC
- U.C.0096

第三次ネオ・ジオン抗争では、プルシリーズの生き残りで12番目のマリーダ・クルス、ジオン共和国が開発したフル・フロンタルが登場する。
機動戦士ガンダム ムーンクライシス
- U.C.0099

この作品のみ、強化人間はブーステッドマンと呼称されている。
機動戦士ガンダムF91
- U.C.0123

コスモ・バビロニア建国戦争では、クロスボーン・バンガードの軍事部門の指導者カロッゾ・ロナはラフレシア・プロジェクトによって自分の体に手術を施して強化人間となっていた。演説中に狙撃されてもマスクで弾く、宇宙空間でも生身で活動し、MSのコクピットハッチを素手で無理矢理こじ開けるなど、過去の強化人間とは別次元の身体能力を発揮した。
機動戦士Vガンダム
- U.C.0153

ザンスカール戦争において、小説版ではファラ・グリフォンやカテジナ・ルースなどがスーパーサイコ研究所にて手術を施され、強化人間となっていた。

### 未来世紀における強化人間
『機動武闘伝Gガンダム』には強化人間に近い要素としてDG細胞とバーサーカーシステムが登場する。DG細胞に感染した人間は精神の凶暴化及び身体能力の向上といった現象が発生する。さらに侵食が脳まで達すれば理性すら持たないゾンビ兵となってしまう。ただし、これは強靭な精神力があれば押さえ込んで逆に制御することさえできるほか、侵食がさほど進んでいなければ医学的な処置による除去も可能。バーサーカーシステムはノーベルガンダム及びウォルターガンダムに搭載されたシステムで、外部から精神をコントロールしつつ能力を大幅に強化するというもの。これは不可逆的なものではないものの、精神面の安定と引き換えの力という側面は強化人間と共通している。

### アフターウォーにおける強化人間
『機動新世紀ガンダムX』をはじめとするアフターウォーを舞台とする作品には、人工ニュータイプ（じんこうニュータイプ、Cyber-Newtype）と呼ばれる人間が登場する。
人工ニュータイプの場合、ベルティゴなどのニュータイプ専用モビルスーツに搭乗しなければその能力を発揮することはできず、特にニュータイプ用兵器ビットは、その能力を大幅に使わなければならない。
また、1か月に一度、シナップスシンドロームと呼ばれる後遺症が起こる。これは無理な強化をなされたために人工ニュータイプが激烈な苦痛を伴う発作を起こす症状のことであり、特殊薬品の投与などの適正で高度な措置をしない限りは発作から逃れられない。
本作では、カリス・ノーティラスが人工ニュータイプである。カリスに強化を施したノモア・ロングことドーラット博士が人工ニュータイプを作った真の目的は巨大モビルアーマー「パトゥーリア」の生体ユニットにするためであり、成功例たるカリスも当然例外ではなかった。また、人工ニュータイプを作り出す技術は作中の時代ではノモアしか持っていなかったようである。

### 『機動戦士ガンダムSEED』シリーズ
前述の定義「何らかの手段によって人工的に能力を強化された人間」という意味ではコーディネイターも強化人間の一種という広義的な解釈が可能だが、作中では強化人間的な性質はさほど与えられておらず宇宙世紀におけるスペースノイドに近い扱いである。

### 『機動戦士ガンダム00』
西暦2300年代初頭を舞台とする『機動戦士ガンダム00』には中国・インド・ロシアを中心とする「人類革新連盟」（通称「人革連」）が極秘で研究している「脳量子波」を使う「超兵」（ちょうへい）と呼ばれる強化人間兵士が登場する。デザインベビーにナノマシンを投入していることが作中の台詞に出てくる。また、アレルヤ・ハプティズム（ハレルヤ）などの戦災孤児を集めて実験を続けていたようである。なお、人革連軍に配属された超兵1号、ソーマ・ピーリス（マリー・パーファシー）は自分は完全体でありアレルヤを出来損ないの失敗作だと言うが、ハレルヤ曰く“脳量子波による超反射能力の速度域に思考が追いつかない”ピーリスの方が不完全であり、「反射と思考の融合こそ完全な超兵のあるべき姿だ」と作中で言っている。また、2ndでは思うような結果を出せずに焦った「超人機関」が別の人格を上書きして実験で失われていたマリーの五感を復元し、ピーリスとして軍に送り出すことによって組織の存続を図ったことが発覚した。人格の分裂こそ起きたものの、唯一の成功例たる完全体の「真の超兵」はアレルヤだけである。刹那やイノベイドも含めた他の脳量子波使いが「ELS」の脳量子波に苦悶する姿が描かれており、アレルヤのみが「もう1人のアレルヤ」ハレルヤにより、他者の脳量子波の遮断が可能な唯一の存在となっている。また、アレルヤやマリーの他にも超兵は存在しており、『機動戦士ガンダム00P』2ndには能力は低いものの7歳の超兵レナード・ファインズが「次世代技術開発研究所」のデルフィーヌ・ベデリアと共に登場する。その後、レナードは地球外変異性金属体「ELS」と融合している。

### 『機動戦士ガンダムAGE』
『機動戦士ガンダムAGE』をはじめとするアドバンスド・ジェネレーションの作品群には、他シリーズのような不可逆的な強化人間こそ登場しないものの、これらのコンセプトを受け継ぐ要素としてXラウンダーとしての能力を付加・増幅する代わりに精神面に多大な負荷をかける装置ミューセルが登場する。主にヴェイガンのパイロットが使用するほか、主人公の一人であるアセム・アスノも使用したことがある。詳細は機動戦士ガンダムAGE#技術・兵器を参照。

### 『ガンダムビルドファイターズ』
『ガンダムビルドファイターズ』に登場するフラナ機関が擁する技術「エンボディシステム」がこれに該当する。これはプラフスキー粒子を視認させることによってガンプラバトルを有利にするというものだが、過剰な出力をかけるとパイロットの人格の凶暴化や錯乱、最悪の場合廃人にまで追い込んでしまう危険性を持つ。主にアイラ・ユルキアイネンがこのシステムを使用したほか、前述の副作用を逆手にとってメイジン・カワグチの洗脳にも用いられた。ただし、本作の直接の続編である『ガンダムビルドファイターズトライ』をはじめとする本作の派生作品群には、このシステムは登場していない。

### 『機動戦士ガンダム 鉄血のオルフェンズ』
『機動戦士ガンダム 鉄血のオルフェンズ』をはじめとするP.D.を舞台とする作品には、脊髄に端子を埋め込むことによって人体と機械を物理的に接続する「阿頼耶識システム」（あらやしきシステム）が存在する。主人公である三日月・オーガスをはじめとした鉄華団の少年兵たちなど数多くの人物が該当し、特にテレビシリーズにおいては主人公としては初の不可逆的な強化人間といえる。これによって訓練をほとんど行わずに機動兵器を操作できるほか、直感的な操縦が可能となるために機械的な操縦と比較してより自由度が高くなるアドバンテージが得られる。人体に機械的な処理をするという意味では上記の強化人間たちと共通するが、決定的な違いとしては純粋に機械との接続を目的としたものであり、上記の例のように感応性や思考能力や反応速度、身体能力といった人間としての能力は一切向上しない点が挙げられる。

### 『機動戦士ガンダム 水星の魔女』
A.S.（アド・ステラ）122年を舞台とする『機動戦士ガンダム 水星の魔女』には、GUND-ARMに乗るためだけに作られた人間「強化人士」（きょうかじんし）が登場する。作中で最初に主人公のスレッタ・マーキュリーに接触した者（エラン・ケレス）はペイル社から「強化人士4号」と呼ばれ、そのオリジナルである本人が別に存在する。